# Горла-Маджоре
Горла-Маджоре, Ґорла-Маджоре (італ. Gorla Maggiore) — муніципалітет в Італії, у регіоні Ломбардія, провінція Варезе.
Горла-Маджоре розташована на відстані близько 520 км на північний захід від Рима, 34 км на північний захід від Мілана, 15 км на південний схід від Варезе.
Населення — 5023 особи (2014).
Щорічний фестиваль відбувається 15 серпня. Покровителька — Богородиця Небовзята.

## Демографія
Населення за роками:

Станом на 1 січня 2023 року в муніципалітеті офіційно проживало 225 іноземців з 35 країн, серед них 15 громадян країн Євросоюзу та 17 громадян України.

## Сусідні муніципалітети
- Карбонате
- Фаньяно-Олона
- Горла-Міноре
- Локате-Варезіно
- Моццате
- Сольб'яте-Олона